# Edmilson Soares
Edmilson de Araújo Soares (João Pessoa, 13 de setembro de 1952), é um professor e político brasileiro que foi deputado estadual pela Paraíba entre 2011 e 2023, além de ter sido vereador por sua cidade natal por 3 mandatos (2001 a 2011). É atualmente filiado ao PSB.

## Carreira política

### Vereador por João Pessoa
Trabalhou como professor de ensino médio até 2000, ano em que disputou sua primeira eleição municipal. Foi candidato a vereador pelo extinto PTB, sendo eleito com 4.799 votos. Em 2004, foi reeleito com 6.755 votos, e 4 anos depois, agora filiado ao PSB, obteve a maior votação para a Câmara Municipal (8.936 votos).

### Deputado estadual
Em 2010, concorreu pela primeira vez a deputado estadual, sendo o décimo candidato mais votado, conquistando 33.401 votos (destes, 11.967 foram de João Pessoa). Na eleição estadual de 2014, concorreu pelo PEN (renomeado Patriota em 2017) e ficou na quinta posição entre os eleitos, obtendo 42.620 votos.
Em 2018, agora pelo PODE, Edmilson Soares foi reeleito para seu terceiro mandato na Assembleia Legislativa da Paraíba, desta vez com 34.007 votos. Empossado em fevereiro do ano seguinte, deixou o PODE em março de 2020 para se filiar ao Avante, além de passar a integrar o bloco parlamentar G10, que passaria a ser G11. 1 mês depois de sua filiação, foi internado no Hospital Memorial São Francisco, em João Pessoa, após sentir dores no abdômen, descobrindo um trombo no estômago e passando por uma cirurgia para retirar o rim direito e um tumor. Durante sua licença, a vaga foi herdada por Trocolli Júnior (PODE).
Na eleição de 2022, decidiu não tentar a reeleição e deixou a ALPB em janeiro de 2023. Novamente filiado ao PSB, foi eleito para seu quarto mandato de vereador em João Pessoa, obtendo 6.760 votos.

## Vida pessoal
Seu filho, Tanilson Soares, foi vereador de João Pessoa entre 2021 (eleito pelo Avante) e 2023, sendo eleito deputado estadual pelo PSB em 2022.